# Hodslavický kancionál
Hodslavický kancionál je rukopisný evangelický kancionál z roku 1785.
Rukopisný svazek o velikosti 18 × 22 cm byl svázán do dřevěných desek potažených kůží. Má 910 stran (kromě rejstříku); je psán zčásti frakturou, zčásti originálním typem písma s redukovanou interpunkcí. Ve 30. letech 20. stol by v soukromém vlastnictví K. Červinky.
Kromě převzatých písní obsahuje kancionál i písně původní (např. „Já jsem láskou raněný“, „Přijdiž, pokoje králi“). Kromě písní se v něm nacházejí i prozaické texty s duchovní tematikou.